# Lerista gascoynensis
Lerista gascoynensis este o specie de șopârle din genul Lerista, familia Scincidae, descrisă de Storr 1986. Conform Catalogue of Life specia Lerista gascoynensis nu are subspecii cunoscute.